# Bariopharmakosiderit
Bariopharmakosiderit (ehemals Barium-Pharmakosiderit) ist ein eher selten vorkommendes Mineral aus der Mineralklasse der „Phosphate, Arsenate und Vanadate“. Es kristallisiert im tetragonalen Kristallsystem mit der chemischen Zusammensetzung (Ba,Ca)0,5–1Fe3+4[(OH)4–5|(AsO4)3]·5–7H2O, ist also ein wasserhaltiges Barium-Calcium-Eisen-Arsenat. Die in den runden Klammern angegebenen Elemente Barium und Calcium können sich in der Formel jeweils gegenseitig vertreten (Substitution, Diadochie), stehen jedoch immer im selben Mengenverhältnis zu den anderen Bestandteilen des Minerals.
Bariopharmakosiderit entwickelt nur kleine Kristalle bis etwa einen Millimeter Größe mit pseudokubischem Habitus von gelber bis bräunlichgelber, oranger bis roter oder selten auch grüner bis bläulicher Farbe.

## Etymologie und Geschichte
Erstmals entdeckt wurde Bariopharmakosiderit in der Grube Clara bei Oberwolfach im Schwarzwald im Südwesten Baden-Württembergs und beschrieben 1966 durch Kurt Walenta, der das Mineral in Anlehnung an seine nahe Verwandtschaft zu Pharmakosiderit (KFe3+4[(OH)4|(AsO4)3]·6–7H2O) mit dominierendem Barium-Gehalt als Barium-Pharmakosiderit bezeichnete.
Im Zuge der 2008 erfolgten Publikation „Tidying up Mineral Names: an IMA-CNMNC Scheme for Suffixes, Hyphens and Diacritical marks“ zur Bereinigung und Vereinheitlichung von Mineralnamen wurde der Name allerdings aufgrund des überflüssigen Bindestrichs in Bariopharmakosiderit umbenannt.

## Klassifikation
In der veralteten 8. Auflage der Mineralsystematik nach Strunz gehörte der Bariopharmakosiderit zur Mineralklasse der „Phosphate, Arsenate, Vanadate“ und dort zur Abteilung „Wasserhaltige Phosphate, Arsenate und Vanadate mit fremden Anionen“, wo er gemeinsam mit Barium-Alumopharmakosiderit, Leukophosphit und Pharmakosiderit in der „Leukophosphit-Pharmakosiderit-Gruppe“ mit der Systemnummer VII/D.14 steht.
In der zuletzt 2018 überarbeiteten Lapis-Systematik nach Stefan Weiß, die formal auf der alten Systematik von Karl Hugo Strunz in der 8. Auflage basiert, erhielt das Mineral die System- und Mineralnummer VII/D.47-050. Dies entspricht der Klasse der „Phosphate, Arsenate und Vanadate“ und dort der Abteilung „Wasserhaltige Phosphate, mit fremden Anionen“, wo Bariopharmakosiderit zusammen mit Bariopharmakoalumit, Cäsiumpharmakosiderit, Hydroniumpharmakoalumit, Hydroniumpharmakosiderit, Natropharmakoalumit, Natropharmakosiderit, Pharmakoalumit, Pharmakosiderit, Plumbopharmakosiderit, Strontiopharmakosiderit und Thalliumpharmakosiderit eine unbenannte Gruppe mit der Systemnummer VII/D.47 bildet.
Die von der International Mineralogical Association (IMA) zuletzt 2009 aktualisierte 9. Auflage der Strunz’schen Mineralsystematik ordnet den Bariopharmakosiderit in die Klasse der „Phosphate, Arsenate und Vanadate“ und dort in die Abteilung „Phosphate usw. mit zusätzlichen Anionen; mit H2O“ ein. Hier ist das Mineral in der Unterabteilung „Mit großen und mittelgroßen Kationen; (OH usw.) : RO4 > 1 : 1 und < 2 : 1“ zu finden, wo es zusammen mit Natropharmakosiderit, Pharmakoalumit und Pharmakosiderit die „Pharmakosideritgruppe“ mit der Systemnummer 8.DK.10 bildet.
In der vorwiegend im englischen Sprachraum gebräuchlichen Systematik der Minerale nach Dana hat Bariopharmakosiderit die System- und Mineralnummer 42.08.01.03. Das entspricht der Klasse der „Phosphate, Arsenate und Vanadate“ und dort der Abteilung „Wasserhaltige Phosphate etc., mit Hydroxyl oder Halogen“. Hier findet er sich innerhalb der Unterabteilung „Wasserhaltige Phosphate etc., mit Hydroxyl oder Halogen mit (AB)7(XO4)4Zq × x(H2O)“ in der „Pharmakosideritgruppe“, in der auch Pharmakosiderit, Pharmakoalumit und Natropharmakosiderit eingeordnet sind.

## Kristallstruktur
Bariopharmakosiderit kristallisiert tetragonal in der Raumgruppe P42m (Raumgruppen-Nr. 111) mit den Gitterparametern a = 7,947 Å und c = 8,049 Å sowie 8 Formeleinheiten pro Elementarzelle.

## Eigenschaften
Bariopharmakosiderit ist leicht löslich in warmer, verdünnter Salzsäure (Mischungsverhältnis 1:1).

## Bildung und Fundorte

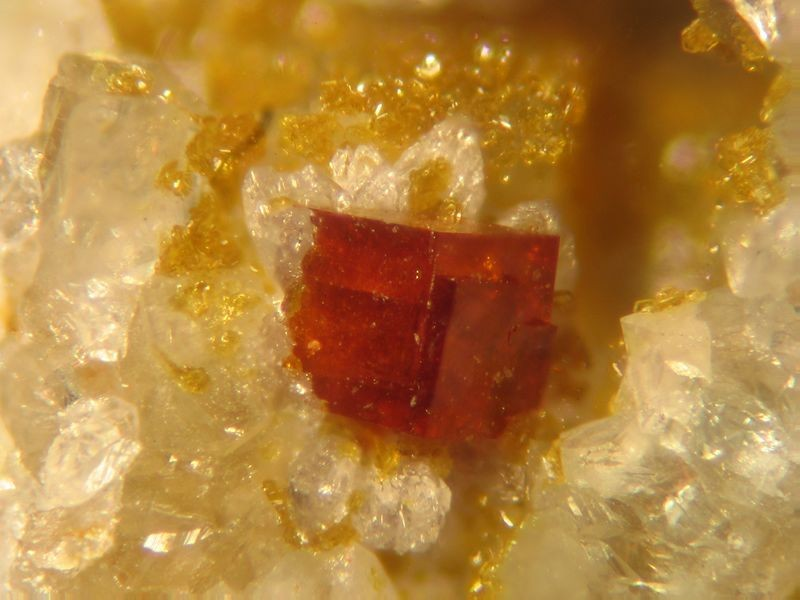
Bariopharmakosiderit (rot) und Skorodit (farblos) auf unbestimmten Kristallen der Alunitgruppe (gelb) aus der „Les Montmins Mine“, Échassières, Département Allier, Frankreich (Sichtfeld 3 mm)

Bariopharmakosiderit bildet sich sekundär aus Arsenopyrit und Tennantit in der Oxidationszone eisen- und arsenhaltiger Lagerstätten. Als Begleitminerale können unter anderem Arseniosiderit, Baryt, Fluorit, Goethit, Skorodit, Limonit, Quarz, Segnitit, Yukonit und Zeunerit auftreten.
Als eher seltene Mineralbildung kann Bariopharmakosiderit an verschiedenen Fundorten zum Teil zwar reichlich vorhanden sein, insgesamt ist er aber wenig verbreitet. Insgesamt gelten bisher (Stand 2013) rund 130 Fundorte als bekannt. Neben seiner Typlokalität, der „Grube Clara“ bei Oberwolfach, trat das Mineral in Deutschland noch an vielen Orten im Schwarzwald in Baden-Württemberg auf wie unter anderem Freudenstadt, Menzenschwand, Neubulach, Todtnau und Wittichen. Daneben kennt man Bariopharmakosiderit unter anderem noch aus einigen Orten im Spessart in Bayern, vom Hohenstein (Reichenbach) in Hessen, von mehreren Orten im Harz in Niedersachsen, aus Nunkirchen im Saarland, aus Ehrenfriedersdorf, Schneeberg und anderen Orten im Erzgebirge in Sachsen sowie aus Neumühle und Stempeda in Thüringen.
In Österreich fand man Bariopharmakosiderit unter anderem am Sperkerriegel bei Wiesmath in Niederösterreich; am Ödenkar im Kreuzkogel-Massiv nahe Bad Gastein und auf einer prähistorischen Halde bei Schwarzleo (Gemeinde Leogang) in Salzburg; am Weißen Schrofen im Bezirk Schwaz, am Graschberg bei Thierbach (Gemeinde Wildschönau) und bei Flirsch in Nord-Tirol sowie auf der Vilifau Alp im Rellstal nahe der Gemeinde Vandans in Vorarlberg.
In der Schweiz wurde das Mineral bisher nur auf der Mürtschenalp (Murgtal) im Kanton Glarus und der Grube „La Barma“ bei Saint-Luc VS im Kanton Wallis entdeckt.
Weitere Fundorte liegen unter anderem in Australien, Chile, China, Frankreich, Griechenland, Italien, Japan, Marokko, Portugal, der Slowakei, in Spanien, Südafrika, Taiwan, Tschechien, Ungarn, England im Vereinigten Königreich (UK) sowie in Colorado, Kalifornien, Nevada, New Jersey und Utah in den Vereinigten Staaten von Amerika (USA).